# چاقو ضامن‌دار جامائیکایی
چاقو ضامن‌دار جامائیکایی در جامائیکا یک نوع کلی از چاقو تاشو است، به طور کلی در آلمان ساخته شده‌اند، در نظر گرفته شده است که سریع و آسان باز شود، اکاپی یک نام تجاری مورد علاقه در صنعت چاقو ضامن‌دار است.